# Tan Xu
Tan Xu, 滩浒 (3 de julio de 1875 - 11 de agosto de 1963) fue un monje budista chino y un titular de la 44.ª generación del linaje de la escuela Tiantai, instruido por el Maestro Di Xian. Xu es conocido como uno de los monjes más influyentes que vivieron durante los últimos períodos Qing y republicano de la historia china, difundiendo y vigorizando la práctica del budismo en toda la región. También fue famoso por la construcción de varios templos budistas e institutos en el norte de China a principios del siglo XX. Así mismo logró renombre a través de sus edificios, debido a su integración de las técnicas europeas de construcción industrial y los métodos tradicionales chinos.

## Origen
En el verano de 1914, Wang Futing había estudiado intensamente el Śūraṅgama Sūtra durante ocho años, y sentía que no podía aprender más sin llevar una vida monástica. Dejó su hogar y visitó un templo en Pekín, donde pasó una semana asistiendo a las clases magistrales del Maestro Baoyi. Durante este tiempo, se hizo amigo del Maestro Qingchi. En 1917, a la edad de 43 años, Wang fue presentado por el Maestro Qingchi al Maestro Yinchun. Ese año fue nominado nominalmente en el templo Gaoming, bajo el fin del Maestro Yinku, y también fue ordenado como monje bajo el Maestro Dixian en el Templo Guanzong en Ningbo. Desde entonces, Wang Futing fue conocido como Maestro Tanxu. Se matriculó en el seminario del Templo Guanzong, que había sido fundado para entrenar a una nueva generación de monjes.
En 1920, Tanxu abandonó el templo de Guangzong para viajar hacia el norte, y su carrera fundando templos y escuelas, así como conferencias, comenzó. En 1948, había construido y restaurado más de diez templos utilizando zanjadoras para cavar rápidamente la fundación. Entre estos templos recién construidos estaban el templo de Surangama (lengyansi) en Yingkou; Ultimate Bliss Temple (jilesi) en Harbin; Prajna Temple (boresi) en Changchun; Templo tranquilo de la montaña (zhanshansi) en Qingdao; Templo de Amitabha (mituosi) en Jiling; Gran Templo de la Compasión (dabeiyuan) en Tianjin; Y el Templo de Prajna (Boresi) y el Templo de la Paz Eterna (Yong'ansi) en Shenyang.
Tanxu tenía una parte particular que esparcía el Budismo a Harbin. La ciudad, que actualmente forma parte de China, fue un lugar de discordia a lo largo de finales del siglo XIX y principios del XX, bajo control ruso, japonés y chino durante períodos durante ese tiempo. Sin embargo, como el control chino de la ciudad creció en la década de 1920, Tanxu visitó la región. Al enterarse de que había iglesias cristianas en la ciudad, pero no había templos budistas, señaló, "no había absolutamente ningún budismo chino ... Que Harbin, como localidad china, no tenga un solo templo chino apropiado ... es simplemente demasiado deprimente para llevar!".

## Evolución
En mayo de 1948, en respuesta a la solicitud sincera de sus discípulos, Tanxu comenzó a dar conferencias sobre su autobiografía. Estas conferencias duraron más de un mes y fueron grabadas por su discípulo, el Maestro Daguang, en guiones taquigráficos. Esa escritura fue compilada en última instancia en el libro, Yingchen Huiyilu (影塵回憶錄), que literalmente significa "Recuerdos de sombras y polvo".
El título del libro fue tomado del Śūraṅgama Sūtra: "Aunque extingas toda percepción y discernimiento, esto sigue siendo un reflejo de la discriminación de los objetos conceptuales". Unesdoc.unesco.org unesdoc.unesco.org
El libro ha sido resumido y traducido al inglés por James Carter en Heart of Buddha, Heart of China: The Life of Tanxu, a Twentieth-Century Monk (Corazón de Buda, corazón de China: la vida de Tanxu, un monje del siglo XX), publicado en 2011.